# Roberto de Molesme
São Roberto de Molesme (c. 1029 - 1111 ) é um monge reformador francês. Fundador da abadia de Molesme e depois da abadia de Cister, é considerado co-fundador da ordem cisterciense com Santo Alberico de Cister e Santo Estevão Harding. Canonizado em 1220, é comemorado liturgicamente em 17 de abril .

## Os primeiros passos na vida monástica

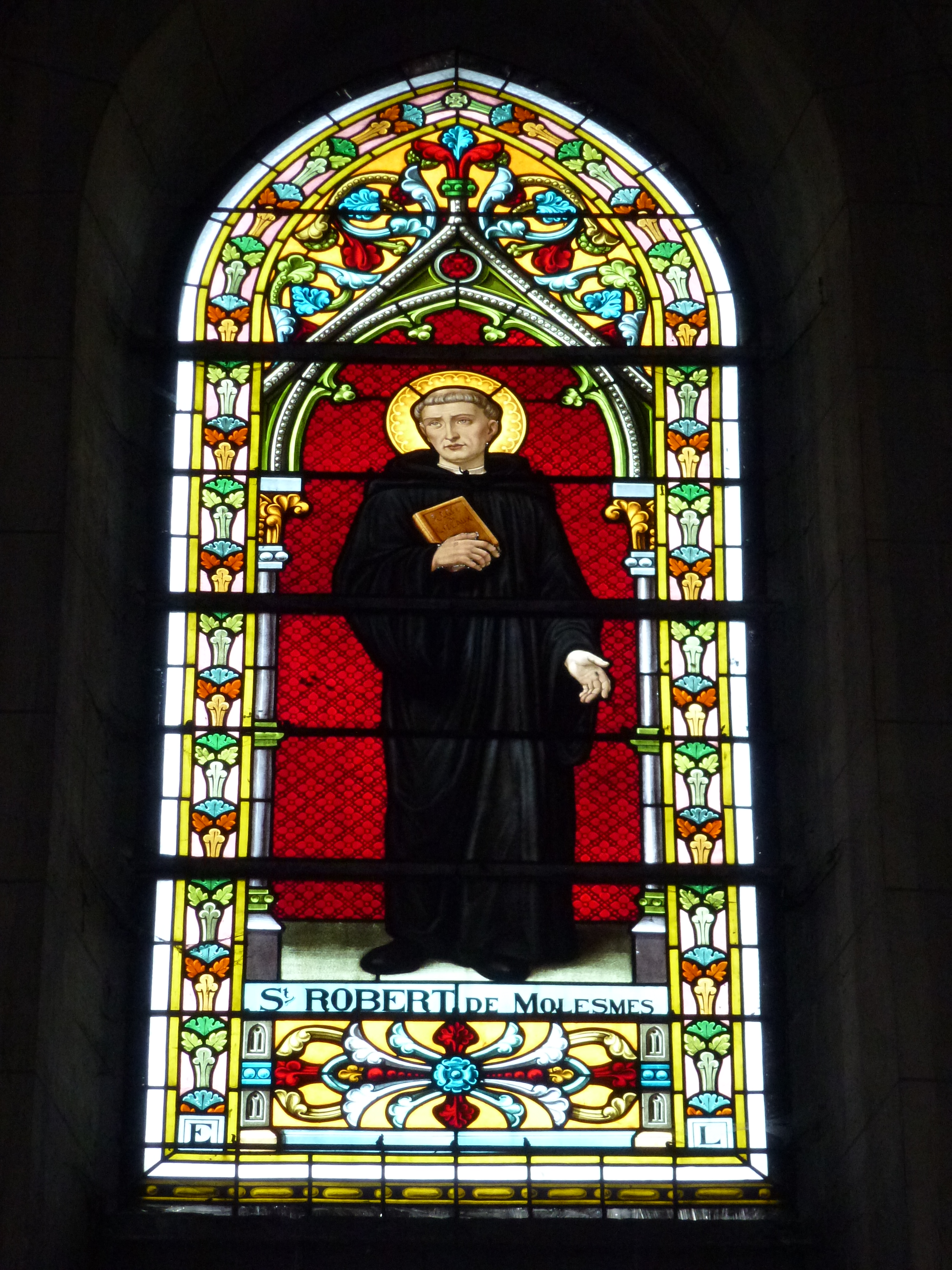
Vitral na igreja de Signy-l'Abbaye

Nascido em Troyes por volta de 1029 , Roberto era o caçula de uma rica família nobre de Champagne . Iniciou o noviciado aos 15 anos na abadia beneditina de Montier-la-Celle, na diocese de Troyes, onde posteriormente se tornou prior . Por volta de 1068, ele foi chamado pelos monges da abadia de Saint-Michel de Tonnerre, na diocese de Langres, para ser seu abade. Cansado das intrigas dos monges, muito hostil à exigente aplicação da regra beneditina e notando a impossibilidade de introduzir reformas, aspira rapidamente a deixar o seu cargo. Em 1073, era prior de Saint-Ayoul-de-Provins, dependente de Montier-la-Celle. Ele passou apenas alguns meses lá. O Papa Alexandre II ordenou que ele fosse governar os eremitas que se juntaram a Alberico e se retiraram em busca de solidão, na floresta de Collan, perto de Tonnerre .

## Fundação Molesme
Pouco depois, monges anacoretas da floresta de Collan, na diocese de Langres, pediram ao Papa Gregório VII que Roberto se tornasse seu abade . O Papa aceita e envia Roberto, que acha o lugar impraticável, e fundou um mosteiro por volta de 1075, em Molesme, perto de Châtillon-sur-Seine . Inicialmente, o estabelecimento era constituído apenas por cabanas ramificadas em torno de uma capela dedicada à Santíssima Trindade. Rapidamente, a casa atrai muitas doações e fica mais rica, mas também atrai novos monges, resistentes a tal austeridade. A disciplina é relaxada. Quando Roberto tenta restaurá-lo, os monges se rebelam contra ele. Ele renunciou ao cargo, deixando a autoridade para seu prior, Alberico.

## Cister e a ordem cisterciense
Em 1098, vendo que a reforma ainda não era possível em Molesme, Roberto obteve do Arcebispo de Lyon, legado apostólico, a autorização para fundar uma nova ordem.
Papa Honório III canoniza Roberto de Molesme em 1220. Ele é comemorado liturgicamente na Igreja Católica em 17 de abril e 21 de março no martirológio romano, depois transferido em 30 de abril  .

## Legado dos Fundadores
O patrimônio espiritual cisterciense continua a ser um rico tesouro da  Igreja, não só com seus grandes escritores espirituais do século de ouro de Cister, o século XII, como Bernardo de Claraval, Elredo de Rievaulx, Guilherme de Saint-Thierry e Guerrico de Igny, mas com toda uma série de monges e monjas que deixaram seus escritos.
Seus mosteiros estão espalhados por todo mundo inclusive na Ásia e da África.